# High Laver
High Laver – wieś i civil parish w Anglii, w hrabstwie Essex, w dystrykcie Epping Forest. Leży 19 km na zachód od miasta Chelmsford i 37 km na północny wschód od Londynu. W 2011 roku civil parish liczyła 493 mieszkańców.